# Fundación Nydia Érika Bautista
Die Stiftung Nydia Érika Bautista (spanisch Fundación Nydia Érika Bautista) ist eine Stiftung, die sich für die Aufklärung von Fällen von Verschwundenen und Ermordeten in Kolumbien und für ein Bemühen um Wiedergutmachung einsetzt.

## Geschichte
Im Jahr 1997 wurde der Internationale Verein für Menschenrechte Nydia Érika Bautista in Genf von Angehörigen der 10 Jahre zuvor verschleppten und ermordeten Nydia Érika Bautista gegründet. Sie wollten diesen Mord aufklären und engagierten sich für die Aufklärung von zahlreichen weiteren Fällen von Verschwundenen und Getöteten mit Berichten an die UNO, Unterstützung der Betroffenen und Veröffentlichungen.
2007 kehrten sie nach Kolumbien zurück und setzten die Tätigkeit als Fundación Nydia Érika Bautista fort. Sie leisten seitdem juristische, psychologische und weitere Unterstützung für die Familien der Getöteten. Die Rechtsanwältin Yanette Bautista bemüht sich um eine juristische Aufarbeitung und eine Bestrafung der Mörder.
Sie wurde mehrfach mit dem Tode bedroht, der ehemalige Präsident Álvaro Uribe bezeichnete sie 2014 in einer Parlamentsdebatte als Teil der Guerilla.

## Auszeichnungen
- 1998: Shalom-Preis des Arbeitskreises Shalom der Katholischen Universität Eichstätt-Ingolstadt für Yanette Bautista
- 1998: Amnesty International Menschenrechtspreis Deutschland für Yanette Bautista
- 2012: Deutsch-französischer Antonio-Nariño-Menschenrechtspreis der deutschen und französischen Regierungen[3]